# Francisco Morales Bermúdez
Francisco Remigio Morales-Bermúdez Cerruti (ur. 4 października 1921 w Limie, zm. 14 lipca 2022 tamże) – peruwiański polityk i wojskowy; prezydent kraju w latach 1975–1980.

## Życiorys
Wnuk prezydenta Remigio Moralesa Bermúdeza. W karierze wojskowej doszedł do stopnia generała brygady. Minister ekonomii i finansów (1969–1974), minister wojny i premier Peru od lutego do sierpnia 1975. Podczas zamachu stanu 29 sierpnia 1975 odsunął od władzy prezydenta Juana Velasco Alvorado, samemu obejmując urząd prezydenta. Podczas jego rządów miał miejsce wielki kryzys finansowy oraz stopniowy powrót do demokracji, zakończony przekazaniem władzy wybranemu konstytucyjnie prezydentowi Fernando Belaúnde.